# Jean-Louis Beaudry

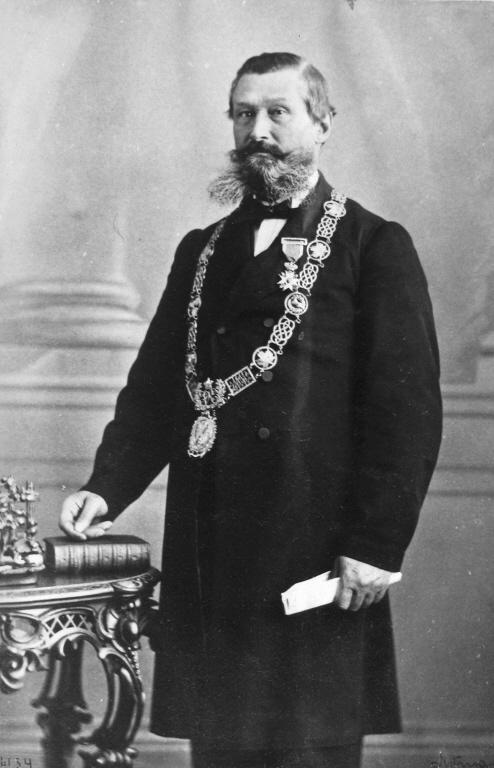
Jean-Louis Beaudry

Jean-Louis Beaudry (* 27. März 1809 in Sainte-Anne-des-Plaines, Niederkanada; † 25. Juni 1886 in Montreal) war ein kanadischer Politiker und Unternehmer. Durch Großhandel, Immobiliengeschäfte und als Bankier stieg er zu einer der wohlhabendsten Personen Montreals auf. Er war dreimal Bürgermeister der Stadt: von 1862 bis 1866, von 1877 bis 1879 und von 1881 bis 1885. Außerdem gehörte er ab 1867 dem Legislativrat von Québec an.

## Biografie
Beaudry wuchs auf dem Bauernhof seiner Familie auf und zog 1823 nach Montreal, wo er die nächsten drei Jahre in einem Konfektionsladen arbeitete. Anschließend führte er bis 1827 im Auftragsverhältnis einen Laden im Leeds County in Ontario. Zusammen mit seinem Bruder Jean-Baptiste eröffnete er 1834 in Montreal einen eigenen Laden, in dem er vor allem Konkursware zu günstigen Preisen anbot. Aufgrund seiner beruflichen Tätigkeit unternahm er in den folgenden 15 Jahren ein Dutzend Reisen nach Europa.
In den 1820er Jahren begann Beaudry die Parti patriote zu unterstützen, die für wirtschaftliche und gesellschaftliche Reformen eintrat. 1827 unterzeichnete er eine Petition gegen die geplante Vereinigung von Oberkanada und Niederkanada. 1837 wurde er zu einem der Vizepräsidenten der paramilitärischen Organisation Société des Fils de la Liberté gewählt. Als im November 1837 die Niederkanada-Rebellion ausbrach, flüchtete er aus der Stadt; ob er an den nachfolgenden Kampfhandlungen teilnahm, ist nicht bekannt. Ende Monat war er im US-Bundesstaat Vermont in Sicherheit und sammelte Geld und Munition für eine geplante Invasion Kanadas. Nachdem Lord Durham eine allgemeine Amnestie für die Aufständischen erlassen hatte, kehrte Beaudry im Juni 1838 nach Montreal zurück.
Beaudry betätigte sich erfolgreich im Immobiliengeschäft und wurde sehr vermögend. Darüber hinaus beteiligte er sich an zahlreichen Unternehmen; 1861 gehörte er zu den Mitbegründern der Banque Jacques-Cartier. Nebenbei war er jahrzehntelang in leitender Funktion bei der Hafenbehörde tätig. 1849 unterzeichnete Beaudry das Montrealer Annexionsmanifest. Sowohl 1854 als auch 1857 kandidierte er ohne Erfolg für einen Sitz im Parlament der Provinz Kanada. Zwar genoss er bei vielen Frankokanadiern aufgrund seiner Entschlusskraft und Hartnäckigkeit große Unterstützung; seine zahlreichen politischen Gegner warfen ihm jedoch vor, er sei zwar ehrlich, aber dickköpfig, jähzornig und unhöflich. 1860 zog er bei einer Nachwahl in den Montrealer Stadtrat ein. Bei der Bürgermeisterwahl 1862 schlug er den Amtsinhaber Charles-Séraphin Rodier, trotz erbitterter Gegnerschaft der englischsprachigen Lokalpresse. In seine erste Amtszeit fällt die Gründung der städtischen Berufsfeuerwehr. 1866 verzichtete Beaudry auf eine Wiederwahl, da ihm die Konkurrenz durch Henry Starnes zu groß schien. Nach der Gründung der Kanadischen Konföderation im Jahr 1867 wurde er in das Oberhaus der Provinz Québec, den Legislativrat, berufen. Diesem gehörte er bis zu seinem Tod an.
1868 kandidierte Beaudry wiederum als Bürgermeister, unterlag aber William Workman deutlich. Erfolgreich war er hingegen bei der Bürgermeisterwahl 1877. Ein Jahr später verhinderte er durch den gezielten Einsatz der Polizei Gewaltausbrüche bei einem Marsch des Oranier-Ordens. Obwohl ihm dies viel Sympathie beim katholischen Bevölkerungsteil einbrachte, unterlag er bei der Bürgermeisterwahl 1879 Sévère Rivard. Einer der Gründe dafür war, dass er aufgrund finanzieller Schwierigkeiten der Banque Jacques-Cartier nicht mehr in deren Verwaltungsrat gewählt worden war, was seiner Reputation schadete. Nach Richards Rücktritt übernahm Beaudry 1881 zum dritten Mal das Amt des Bürgermeisters. In der Folge hatte die Öffentlichkeit jedoch zunehmend genug von seinen andauernden Streitigkeiten mit dem Stadtrat und seiner Quertreiberei. 1885 unterlag er deutlich Honoré Beaugrand.
Sein jüngerer Bruder Prudent Beaudry war von 1874 bis 1876 Bürgermeister von Los Angeles.